# Break into the Light〜約束の帽子〜/The Sharing Song〜トリコのテーマ〜
「Break into the Light〜約束の帽子〜／The Sharing Song〜トリコのテーマ〜」（ブレイク・イントゥ・ザ・ライト〜やくそくのぼうし〜／ザ・シェアリング・ソング〜トリコのテーマ〜）は、2011年3月16日にcutting edgeから発売された東京スカパラダイスオーケストラの33枚目のシングル。

## 概要
本作はスカパラのファンである東映アニメーションの清水慎治プロデューサーによる依頼で手掛けた。デビュー以来初のアニメ主題歌。
「Break into the Light〜約束の帽子〜」は「ONE PIECE」主題歌では初のInstrumentalとなった。「The Sharing Song〜トリコのテーマ〜」は食と格闘をテーマにした歌詞付の楽曲。
ジャケット写真は、ジャンプヒーローズフィルムキャラクターが書き下ろされたオリジナル仕様で、キャラクターたちがスカパラの実際の衣装と楽器がモチーフ。
「ONE PIECE 3D 麦わらチェイス」劇中曲を纏めたミニ・アルバム『HEROES』も同時発売。

## 収録曲
（全編曲：東京スカパラダイスオーケストラ）
1. Break into the Light 〜約束の帽子〜
  - 作曲：沖祐市
  - 東映配給アニメ映画『ONE PIECE 3D 麦わらチェイス』主題歌
2. The Sharing Song 〜トリコのテーマ〜
  - 作詞：谷中敦／作曲：NARGO
  - 東映配給アニメ映画『トリコ 3D 開幕!グルメアドベンチャー!!』主題歌

## 収録アルバム
Break into the Light 〜約束の帽子〜
- 『HEROES』（2011年3月16日）
- 『Walkin'』（2012年3月21日）
- 『The Last』（2015年3月4日）
- 『TOKYO SKA TREASURES 〜ベスト・オブ・東京スカパラダイスオーケストラ〜』（2020年3月18日）
- 『NO BORDER HITS 2025→2001 〜ベスト・オブ・東京スカパラダイスオーケストラ〜』（2025年3月19日）